# فرودگاه لبل-سور-کویلون
فرودگاه لبل-سور-کویلون (به انگلیسی: Lebel-sur-Quévillon Airport) یک فرودگاه خصوصی با کد یاتا YLS است که یک باند فرود آسفالت دارد و طول باند آن ۱۱۳۱ متر است. این فرودگاه در کشور کانادا قرار دارد و در ارتفاع ۲۹۳ متری از سطح دریا واقع شده است.